# Hemiboeckella andersonae
Hemiboeckella andersonae is een eenoogkreeftjessoort uit de familie van de Centropagidae. De wetenschappelijke naam van de soort is voor het eerst geldig gepubliceerd in 1974 door Bayly.